# GDDR

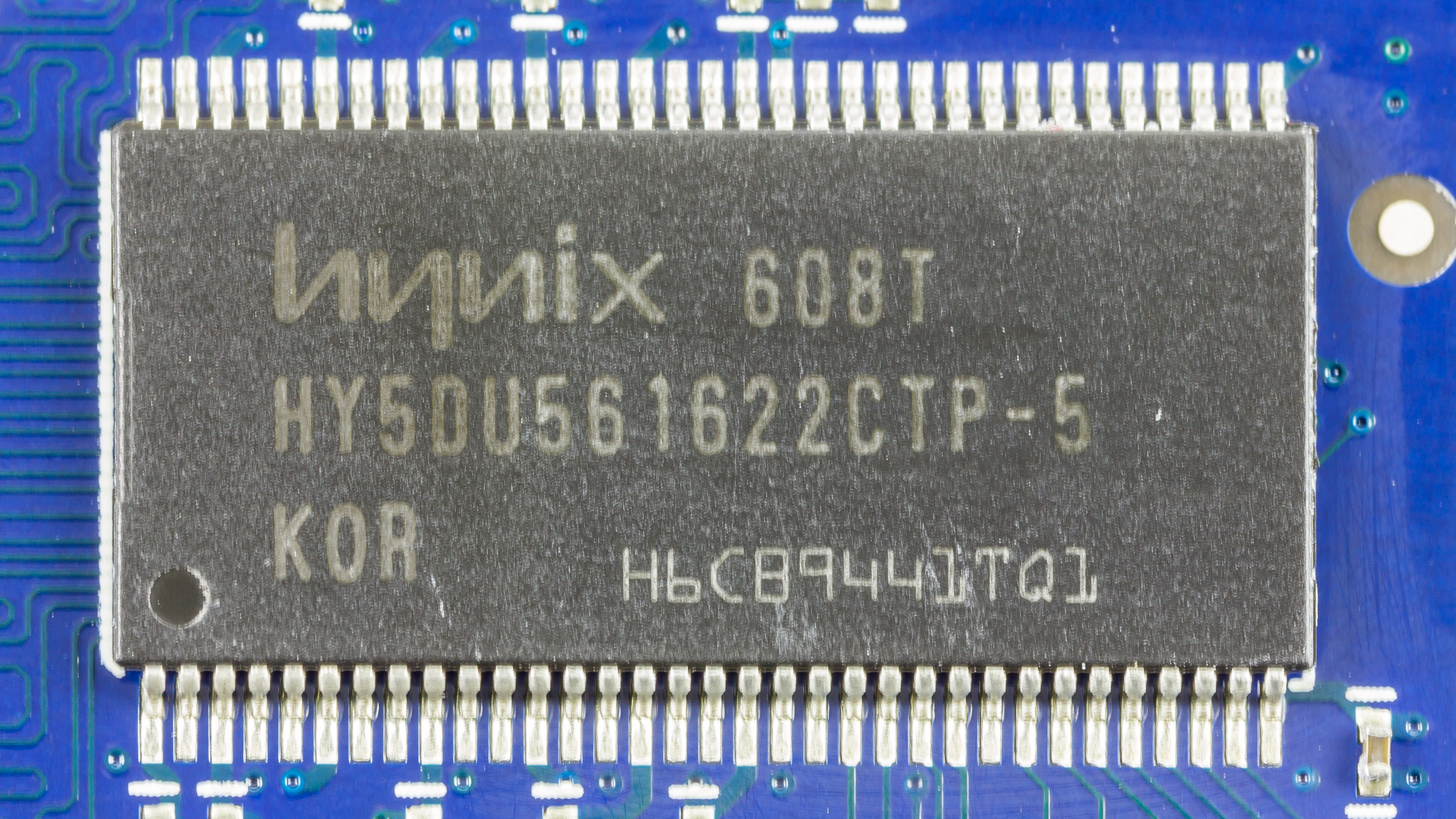
Hynix 256M gDDR SDRAM

GDDR是Graphics Double Data Rate的缩写，为显存的一种，GDDR是为了设计高端显卡而特别设计的高性能DDR存储器规格，其有專屬的工作頻率、時脈、電壓，因此與市面上標準的DDR記憶體有所差異，与普通DDR内存不同且不能共用。一般它比主内存中使用的普通DDR存储器时钟频率更高，发热量更小，所以更适合搭配高端显示芯片，一般来说，GDDR的带宽相比DDR会更大，但是读写延迟会高于DDR。

## 發展历史
当应用程序越来越多要进行3D显示及演算时，频繁地读取在显卡中的SDRAM或SGRAM保存的连续画面图像数据的速度开始不能满足需求，人们研发了GDDR，它是为了代替旧式显存的不足而出现。开始时第一代GDDR只是普通DDR的稍微改进版，但也比旧式显存要快的多。